# مذنب لولين
المذنب لولين (الإسم الرسمي C / 2007 N3 (لولين) ، الصينية التقليدية : 鹿 林 彗星) هو مذنب غير دوري . تم اكتشافه بواسطة يس كوانزهي و Lin Chi-Sheng من مرصد لولين .    بلغ سطوعه ذروته بين +4.5 و +5 ،     أصبح مرئيًا بالعين المجردة ،  ووصل عند نقطة الحضيض للمراقبين على الأرض في 24 فبراير 2009 ،  وهو على بعد 0.411 AU (61,500,000 كـم؛ 38,200,000 ميل) من الأرض. 

## الاكتشاف
تم تصوير المذنب لأول مرة بواسطة عالم الفلك Lin Chi-Sheng بتلسكوب بقطر 0.41-متر (16 بوصة) في مرصد لولين في نانتو ، تايوان في 11 يوليو 2007. ومع ذلك كان Äيي  كوانزهي Ä البالغ من العمر 19 عامًا من جامعة Sun Yat-sen في الصين ، هو الذي حدد الجرم الجديد من ثلاث صور التقطها لين. 
في البداية ، كان يُعتقد أن الجسم عبارة عن كويكب قدره الظاهري  18.9 (أي شدة لمعانه) ، ولكن تم التقاط الصور بعد أسبوع من الاكتشاف بواسطة تلسكوب أكبر ذو قطر 0.61-متر (24 بوصة) ، حيث كشف التلسكوب عن وجود غيامة خافتة.   

## المشاهدات
أصبح المذنب مرئيًا للعين المجردة من مواقع السماء المظلمة في 7 فبراير تقريبًا  ظهرت بالقرب من النجم المزدوج الزبان الجنوبي في 6 فبراير ، بالقرب من سبيكا يومي 15 و 16 فبراير ،وأصبح  بالقرب من غاما فيرجينيس في 19 فبراير وبالقرب من المجموعة النجمية مسييه 44 في 5 و 6 مارس. كما ظهرت بالقرب من السديم الكوكبي سديم الإسكيمو في 14 مارس ، وبالقرب من النجم المزدوج  في 17 مارس تقريبًا   اقترب المذنب من ارتباط بزحل في 23 فبراير ، واتجه نحو الخارج أولاً نحو الأوج ، مقابل الوضع الحالي لنجوم الخلفية السماوية في اتجاه نجم المليك في كوكبة الأسد ، كما شوهد في 26 و 27 فبراير 2009.   ومر بالقرب من المذنب الكاردينال في 12 مايو 2009. 
وفقًا لوكالة ناسا يأتي اللون الأخضر للمذنب لولين من مزيج من الغازات التي تشكل غلافه الجوي المحلي ، وبشكل أساسي الكربون ثنائي الذرة ، والذي يظهر على شكل وهج أخضر عندما يضيء بأشعة الشمس في فراغ الفضاء المظلم . عندما رصد مرصد سويفت الفضائي المذنب لولين في 28 يناير 2009 ؛ كان المذنب يـٌطلق ما يقرب من 800 غالون أمريكي (3,000 ل) من الماء كل ثانية.  كان المذنب لولين غني بالميثانول .

## المدار
حسب الفلكي بريان مارسدن من مرصد سميثسونيان للفيزياء الفلكية ، وصل المذنب لولين إلى الحضيض في 10 يناير 2009 ، على مسافة 113 مليون ميل (182 مليون كيلومتر) من الشمس .
وفقًا للفلكي "مارسدن " ، فإن مدار المذنب لولين يكاد يكون في مسار شبه  قطع مكافئ ( مسار مكافئ ).  كان لمدار المذنب انحراف مركزي في عام 2009 قدره 0.9999 ،  وله انحراف مركزي عام 2010 يبلغ 0.9998 .  إنه يتحرك في مدار رجعي عند ميل منخفض للغاية يبلغ 1.6 درجة فقط من مسير الشمس . 
بالنظر إلى الانحراف المداري الشديد لهذا المذنب يمكن للعهود المختلفة أن تولد حلولًا مختلفة تمامًا لمركز الشمس غير مضطرب لجسمين أفضل ملاءمة لمسافة الأوج (المسافة القصوى) لهذا الالمذنب . بالنسبة للأجسام ذات الانحرافات العالية ، تكون إحداثيات مركزية الشمس أكثر استقرارًا من إحداثيات مركزية الشمس. باستخدام JPL Horizons ، تولد العناصر المدارية ذات المركز الثنائي للعصر 2014-Jan-01 محورًا شبه رئيسيًا يبلغ حوالي 1200 اوحدة فلكية وتبلغ مدة مداره نحو 42000 سنة . 

## ذيل غير متصل
في 4 فبراير 2009 شهد فريق من علماء الفلك الإيطاليين "ظاهرة مثيرة للاهتمام في ذيل المذنب لولين". يوضح المشرف على الفريق إرنستو جيدو: "لقد صورنا المذنب باستخدام تلسكوب يتم التحكم فيه عن بعد في نيو مكسيكو ، وأظهرت صورنا بوضوح حدث انقطاع الاتصال. بينما كنا نبحث ، تمزق حدث في جزء من ذيل المذنب البلازمي. " 
يعتقد جيدو وزملاؤه أن هذا الحدث كان بسبب اضطراب مغناطيسي في الرياح الشمسية التي ضربت المذنب. وقد لوحظت عواصف مغناطيسية صغيرة في ذيول المذنب من قبل ، وأشهرها في عام 2007 ، عندما شاهدتها المركبة الفضائية ستيريو التابعة لناسا أثناء مشاهدة أنبعاثات مادية في إكليل في مذنب إنكي  . لقد فقد إنكي ذيله بطريقة درامية ، مثلما حدث للمذنب لولين في 4 فبراير 

## أنظر أيضا
- قائمة كائنات النظام الشمسي حسب الأوج الأعظم
- مذنب هيل-بوب
- مذنب هالي
- مذنب هيكوتيك
- مذنب أطلس/3أي

## روابط خارجية
- NASA Astronomy Picture of the Day: Lulin and Saturn (February 27, 2009)
- NASA Astronomy Picture of the Day: Two Tails of Comet Lulin (February 25, 2009)
- 8 hour time sequence, from the live web cast نسخة محفوظة 8 يناير 2014 على موقع واي باك مشين.
- Green Comet Approaches Earth, February 4, 2009
- C/2007 N3 (Lulin) Orbital elements
- Comet Lulin full-page finder charts
- Comet Lulin photo gallery
- Comet Lulin Comes Calling[وصلة مكسورة]
- Sky Show Tonight: Green "Two-Tailed" Comet Arrives
- Time-Lapse Movie of Comet Lulin moving in the night sky, with stars steady نسخة محفوظة 8 يناير 2014 على موقع واي باك مشين.
- Time-Lapse Movie of Comet Lulin moving in the night sky, with comet steady نسخة محفوظة 8 يناير 2014 على موقع واي باك مشين.
- Drawing of Lulin's antitail structure
- Peat، Chris. "Comet C/2007 N3 Lulin". Heavens-Above GmbH. Heavens-Above.com. مؤرشف من الأصل في 2020-07-31. اطلع عليه بتاريخ 2009-04-26.
- Orbital simulation from JPL (Java) / Horizons Ephemeris